# Aozora Bank
Банк Аозора  (яп. あおぞら銀行 Аозора гинко:) — японский региональный банк, предоставляющий широкий спектр банковских услуг. Банк осуществляет свою деятельность в двух бизнес-подразделениях, занимается предоставлением таких банковских услуг, как депозит, кредит, отечественный и зарубежный обмен валюты, операции с ценными бумагами: брокерское обслуживание, и другие финансовые услуги для розничных клиентов, а также финансовая поддержка малого и среднего бизнеса. Центральный офис находится в Токио.А также в крупных городах Японии, таких как Нагоя, Киото, Осака, Хиросима и т. д. Зарубежные филиалы расположены в Гонконге, Сингапуре, Лондоне, Дублине, Делавэре, на Каймановых островах

## История
Первоначально созданный как Nippon Fudosan Bank, Limited, в апреле 1957 года, Банк был переименован в Nippon Credit Bank в 1977 году, затем изменила свое название на Aozora Bank, Ltd. в 2001 году. В апреле 2006 года Банк перешел от банка долгосрочного кредита на полный спектр услуг коммерческого банка. В ноябре 2006 года акции банка Аозора были перечислены в первую секцию Токийской фондовой биржи. По состоянию на конец сентября 2013 года акционерный капитал Банка составил 100,0 млрд иен, общая сумма активов составила 4793,9 млрд иен, общее число сотрудников было 1615, и 20 отечественные отрасли находились в эксплуатации.

## Расположение
Головной офис банка находится Тиёда (Токио), рядом с храмом Ясукуни.

## Управляющие
- Makoto Fukuda
- Shinsuke Baba
- Masaki Tanabe
- Takeo Saito
- Shunsuke Takeda
- Hiroyuki Mizuta
- Ippei Murakami
- Tomonori Ito